# Remoulins
Remoulins (okcitansko Redeçan) je naselje in občina v južnem francoskem departmaju Gard regije Languedoc-Roussillon. Naselje je leta 2008 imelo 2.381 prebivalcev.

## Geografija
Kraj leži v pokrajini Languedoc ob reki Gardon, 21 km severovzhodno od Nîmesa.

## Uprava
Remoulins je sedež istoimenskega kantona, v katerega so poleg njegove vključene še občine Argilliers, Castillon-du-Gard, Collias, Fournès, Pouzilhac, Saint-Hilaire-d'Ozilhan, Valliguières in Vers-Pont-du-Gard z 8.265 prebivalci.
Kanton Remoulins je sestavni del okrožja Nîmes.

## Zanimivosti
- ostanki rimskega akvedukta; v bližini, na oozemlju občine Vers-Pont-du-Gard, se nahaja rimski most - akvedukt Pont du Gard,
- ostanek nekdanjega mestnega obzidja z mestnimi vrati,
- cerkev Notre-Dame de Bethléem,
- cerkev sv. Marina, orgle,
- jama Grotte de la Salpêtrière, prazgodovinsko najdišče; po jami je imenovana izdelava kamnitega orodja v obdobju mlajšega paleolitika, značilna za območje vzhodnega Languedoca - Salpêtrien.